# Desa Vukanović
Desa Vukanović (12. st.) bio je raški plemić i veliki knez, a moguće je i da je imao naslov„vojvoda Duklje, Travunje i Zahumlja”. Njegovi su roditelji bili knez Uroš I. i gospa Ana Diogen, koja je bila Grkinja. Desa je bio brat Uroša II. Primislava, Beloša Vukanovića i Jelene Vukanović, kraljice Mađarske i Hrvatske.
Nakon bitke kod Tare 1150., Desa je postavljen za suvladara starijem bratu Urošu. Godine 1153., Desa je svrgnuo Uroša, ali je bizantski car Manuel I. Komnen ponovno postavio Uroša za vladara, 1155., svrgnuvši Desu.
| Prethodnik: | Raški knez | Nasljednik:       |
| Uroš II.    | Raški knez | Tihomir Zavidović |